# 姜華珺
姜華珺（1984年10月8日—），出生于中国山东省滨州市，前中國乒乓球女隊隊員，曾與世界排名第一的張怡寧同属于教練李隼旗下。因為她對張怡寧4戰4勝，得到了張怡寧剋星的稱號。姜華珺擅以右手橫握球拍，打法是快攻結合弧圈型，而拍面類型則是正手反膠、反手生膠。

## 生平
姜華珺父親是個乒乓球教練，她6歲開始練球。1996年，12歲的姜華珺進入青島二體，兩年后進了國家二隊的大門，2000年國家隊大調整時和張晶、賈貝貝、白楊、李佳一起進一隊。在2005年中國全國十運會上，她幫助山東女隊拿到了女團亞軍。十運會後，姜華珺移居香港。移居後，其世界乒乓球排名升至2008年9月的世界第八位，是香港選手中最高的。因來港不足七年，未取得香港永久性居民身份，不能領取特區護照，而根據國際奧委會規定，參加奧運會的運動員必須持有該國家或地區的護照，所以她無緣代表香港參加2008年北京奧運。
2012年，姜華珺代表香港參加倫敦奧運。她先在女子單打第3輪中擊敗朝鮮選手金正（盤數4-2），但在第4輪中負於中國的丁寧（盤數4-1）。女子團體賽中，她與帖雅娜及李皓晴先在第1輪擊敗奧地利，但第2輪則負於韓國，未能晉級四強。

## 成績
- 2006年 國際乒聯獎金數額最高的科威特公開賽上，姜華珺連續戰勝了張怡寧、郭焱、郭躍，獲得女單冠軍，這是她職業生涯最高的榮譽
- 2007年 智利乒乓球公開賽女雙銀牌(夥拍林菱)
- 2007年 智利乒乓球公開賽女單金牌
- 2007年 國際乒聯職業巡迴賽韓國公開賽女單冠軍，個人連續奪取第二項國際乒聯巡迴賽女單錦標。
- 2007年 日本乒乓球公開賽女子單打銅牌
- 2007年 第18屆亞洲乒乓球錦標賽女團銅牌
- 2007年 第20屆亞洲盃乒乓球賽女單金牌
- 2008年 中國乒乓球公開賽女子雙打取金牌，夥拍帖雅娜
- 2008年 世界乒乓球錦標賽女團銅牌
- 2009年 科威特乒乓球公開賽女子雙打銀牌，夥拍帖雅娜
- 2009年 科威特乒乓球公開賽女子單打銅牌
- 2009年 韓國乒乓球公開賽女雙銀牌
- 2009年 韓國乒乓球公開賽女單銀牌
- 2009年 日本世界乒乓球錦標賽女雙銅牌
- 2009年 英國乒乓球公開賽女雙銅牌
- 2009年 香港東亞運動會 乒乓球混雙銀牌，夥拍唐鵬
- 2009年 香港東亞運動會 乒乓球女團金牌
- 2009年 國際乒聯職業巡回賽總決賽女雙銀牌，夥拍帖雅娜
- 2010年 廣州亞運會乒乓球混合雙打銀牌，夥拍張鈺
- 2011年 世界乒乓球錦標賽女子雙打銅牌，夥拍帖雅娜；混合雙打銅牌，夥拍張鈺
- 2012年 世界乒乓球錦標賽女子團體銅牌
- 2013年 世界乒乓球錦標賽混合雙打銅牌，夥拍張鈺

## 榮譽
- 香港特區政府嘉獎

行政長官社區服務獎狀（2011年）